# Heinrich Vieter
Heinrich Vieter (Cappenberg, 13 febbraio 1853 – Yaoundé, 7 novembre 1914) è stato un missionario e vescovo cattolico tedesco.

## Biografia
Vieter arrivò a Douala con altri sette membri della missione il 25 ottobre 1890. Nei successivi 13 anni, Vieter guidò i Pallottini mentre aprivano missioni e scuole in tutto il territorio. Fece amicizia con il giovane Ntsama Atangana nella scuola missionaria di Kribi. Quando un leader dei Bulu, Martin-Paul Samba, fu condannato a morte per tradimento contro la Germania nel 1914, Vieter fece appello per un soggiorno, ma le sue richieste furono ignorate.